# Ponderosa Pine (Nuevo México)
Ponderosa Pine es un lugar designado por el censo ubicado en el condado de Bernalillo en el estado estadounidense de Nuevo México. En el Censo de 2010 tenía una población de 1195 habitantes y una densidad poblacional de 57,15 personas por km².

## Geografía
Ponderosa Pine se encuentra ubicado en las coordenadas 34°58′15″N 106°20′23″O / 34.97083, -106.33972. Según la Oficina del Censo de los Estados Unidos, Ponderosa Pine tiene una superficie total de 20.91 km², de la cual 20.91 km² corresponden a tierra firme y (0.02%) 0.01 km² es agua.

## Demografía
Según el censo de 2010, había 1195 personas residiendo en Ponderosa Pine. La densidad de población era de 57,15 hab./km². De los 1195 habitantes, Ponderosa Pine estaba compuesto por el 91.55% blancos, el 0.42% eran afroamericanos, el 0.92% eran amerindios, el 0.33% eran asiáticos, el 0% eran isleños del Pacífico, el 4.02% eran de otras razas y el 2.76% pertenecían a dos o más razas. Del total de la población el 17.66% eran hispanos o latinos de cualquier raza.